# Chrinnenhorn
Chrinnenhorn är en bergstopp i kommunen Grindelwald i kantonen Bern i Schweiz. Den är belägen i Bernalperna, cirka 60 kilometer sydost om huvudstaden Bern. Toppen på Chrinnenhorn är 2 741 meter över havet.